# Завальнюк, Леонид Андреевич
Леонид Андреевич Завальнюк (20 октября 1931, Умань, Киевская область, УССР, СССР — 7 декабря 2010, Москва, Россия) — советский поэт, писатель и сценарист. Член Союза писателей СССР (1962).

## Биография
Отец Леонида Завальнюка, Андрей Дорофеевич, служил в милиции, в уголовном розыске. Мама, Елизавета Андреевна, была директором учреждения общепита. Детство будущий поэт провёл в небольшом украинском городке Смела. Там же он окончил первые два класса школы.
Весной 1941 года Елизавета Андреевна умерла. Летом этого же года отец Леонида женился во второй раз (на Елене Климовне Федченко). Зимой 1943 года, после освобождения Украины от фашистов, он вернулся в родное село мачехи. Вернувшись с войны отец расстался со своей второй женой и забрал сына в Винницкую область, в своё родное село Мервин. Именно тогда Леонид Завальнюк написал первое стихотворение.
В 1944 году Леонид уехал в Донбасс, в город Никитовку, где поступил в фабрично-заводское училище. Через два месяца получил третий разряд токаря и отправился в шахту работать откатчиком. Вскоре он уехал к родственникам со стороны матери в Рубцовск, и стал работать на Алтайском тракторном заводе. Там произошло значимое для будущего поэта событие, в заводской газете впервые напечатали его стихотворение. За это время он окончил 7 класс, ремесленное училище, и получил специальность фрезеровщика. От училища его направили на обучения в группу токарей в Индустриальный техникум трудовых резервов. Там, при клубе, работало литературное объединение, к которому начинающий поэт примкнул.
В 1951 году Леонида призвали в армию и отправили на Дальний Восток, в артиллерийскую часть. Здесь началась судьба Завальнюка — поэта.
Окончил Литературный институт имени Горького (1959) и семинар Л. И. Ошанина (1960).
Первый сборник стихов «В пути» вышел в 1953 году в Амурском книжном издательстве. Здесь же выходили книги стихов «За отступающим горизонтом», «На дорогу времени», «Приснитесь мне, города», «Моя прописка», «Лирика», повести «На полустанке», «Лирическая повесть».

В 1964 году в Хабаровске издана книга «Дневник Родьки — трудного человека», в 1987 году — книга стихов «Дальняя дорога». Книги Завальнюка выходили во многих центральных издательствах.
Автор стихов более чем к полусотне популярных песен композиторов Ю. Саульского, П. Аедоницкого, Л. Лядовой, Б. Емельянова, А. Зацепина, И. Катаева, Р. Майорова, Е. Птичкина, Д. Тухманова, М. Табачникова, Л. Гарина, А. Чернышова и других.
За ряд песен, написанных в соавторстве с Ю.Саульским, неоднократно удостаивался звания лауреата телевизионного фестиваля «Песня года» (1979 год: «Не покидает нас весна» — в исполнении Иосифа Кобзона; 1980 год: «Ожидание» — в исполнении Софии Ротару; 1981 год: «Осенняя мелодия» («Звенит высокая тоска…»), 1982 год: «Обида» — в исполнении Татьяны Рузавиной и Сергея Таюшева; 1983 год: «Счастья тебе, Земля!» — в исполнении Софии Ротару; 1986: «Сожалею» — в исполнении Валерия Леонтьева).
В телеспектакле режиссёра Владимира Андреева «Повесть о молодых супругах» (1982), снятого по мотивам одноимённой пьесы Е. Шварца, прозвучало несколько песен на музыку Ю. Саульского и на стихи Л. Завальнюка («Потеряна собака», «Два белых снега», «В душе поёт пластинка…»).
Писал сценарии к мультфильмам и художественным фильмам. В мультипликации сотрудничал с режиссёрами Л. И. Мильчиным, Ю. А. Прытковым и другими.

В 1966 году по повести Л. Завальнюка «Дневник Родьки Муромцева — трудного человека» был снят кинофильм «Человек, которого я люблю» с Георгием Жжёновым в главной роли.
Всю свою жизнь увлекался живописью. Его живописные работы находятся в частных коллекциях в России, Англии, Италии, Финляндии, США.
Похоронен в Москве, на Троекуровском кладбище.

### Семья
- Супруга: Наталия Марковна Завальнюк — математик.

### Память
- К 80-летию со дня рождения поэта снят документальный фильм «Леонид Завальнюк. „Я ни с какого года“» (2011, студия «СВС» по заказу ГТРК Культура, режиссёр и автор сценария Екатерина Круглая)[11].
- Юбилейный выпуск альманаха «Амур» (2011 г.) Благовещенского государственного педагогического университета посвящён памяти писателя Леонида Завальнюка[12].
- 18 мая 2015 года на фасаде Благовещенского государственного педагогического университета была торжественно открыта мемориальная доска Архивная копия от 31 августа 2017 на Wayback Machine памяти Леонида Завальнюка.

## Творчество[13]

### Поэтические сборники
- В пути. Благовещенск, 1952;
- За отступающим горизонтом. Благовещенск, 1956;
- Стихи о доме. Благовещенск, 1958;
- На полустанке. Благовещенск, 1959;
- Моя прописка. Благовещенск, 1962;
- Лирика. Благовещенск, 1963;
- Поле-половодье. М., 1965;
- Это реки. Хабаровск, 1969;
- Вторые травы. М., 1975;
- Первая любовь. М., 1980;
- Рисунок по памяти. М., 1982;
- Возвращение. М., 1983;
- Дальняя дорога. Хабаровское изд-во, 1987;
- Деревья, птицы, облака. М., «Сов. писатель», 1989;
- Бис. М., «Молодая гвардия», 1990;
- Беглец. Тула, «Пересвет», 1996;
- Планета Зет. М., «Зебра-Е», 2006, 416с., ISBN 5-94663-337-6 ;
- Посох. М., «Омега-Л», 2006;
- Летела птица. М., «Время», 2009, ISBN 978-5-9691-0483-9 ;
- Другое измерение. М., «Зебра-Е», 2012, 504с., ISBN 978-5-905629-84-6 .
- Предвестие. «Алетейя», «Историческая книга», 2014, 296с. ISBN 978-5-90670-576-1.

### Проза
- Три холостяка. Повесть. М., 1975;
- Родька. Повесть. Хабаровск, 1984;
- Лирическая повесть. Благовещенск, 1984.

### Детская литература
- Как заяц Прошка волшебником был. Тула, «Пересвет», 1996;
- Зеркальце. М., «Алтей-М», 1997;
- Веселая азбука. М., «Омега», 1998;
- Как Прошка друга искал. М., «Алтей-М», 1998;
- Времена года. М., «Омега», 1998;
- О профессиях. М., «Омега», 1999;
- По грибы, по ягоды. М., «Омега»,1999;
- Андрюша и Боря в глубинах моря. М., «Омега», 1999;
- Азбука. М., «Вече», 2000;
- Как Прошка друга искал и другие сказки (Зеркальце, Прошкино новоселье) М., АСТ, 2006, ISBN 5-17-037187-X ;
- Коля, Оля и Архимед. М. АСТ, 2006, (серия: Сказки-мультфильмы), ISBN 5-17-038256-1 .

### Сценарии
- 1966 — Сегодня день рождения (мультипликационный) — «Союзмультфильм», реж. Лев Мильчин
- 1966 — Человек, которого я люблю (художественный, в соавт. с Ю. Карасиком) — реж. Юлий Карасик
- 1967 — Зеркальце — «Союзмультфильм», реж. Пётр Носов
- 1970 — Рассказы старого моряка. Необычайное путешествие (мультипликационный) — «Союзмультфильм», реж. Лев Мильчин
- 1971 — Алло! Вас слышу! (мультипликационный) — «Союзмультфильм», реж. Юрий Прытков
- 1971 — Рассказы старого моряка. Необитаемый остров (мультипликационный) — «Союзмультфильм», реж. Лев Мильчин
- 1972 — Рассказы старого моряка. Антарктида (мультипликационный) — «Союзмультфильм», реж. Лев Мильчин
- 1972 — Коля, Оля и Архимед (мультипликационный) — «Союзмультфильм», реж. Юрий Прытков
- 1972 — Волшебная палочка (мультипликационный) — «Союзмультфильм», реж. Зинаида Брумберг, Валентина Брумберг
- 1976 — Развлечение для старичков (художественный) — реж. Андрей Разумовский

## Песни на стихи Леонида Завальнюка
- «Абрия-Кадабрия» (муз. А. Чернышова) — https://vimeo.com/92406697 исп. детский хор
- «Атака» (муз. Ю. Саульского) — исп. Александр Хочинский
- «Баллада о времени» (муз. Ю. Саульского) — исп. Иосиф Кобзон, Татьяна Рузавина и Сергей Таюшев, Леонид Серебренников
- «Приамурье мое» (муз. В. Пороцкого) — исп. Амурский народный хор (1977)
- «Амурская осень» (муз. В. Пороцкого) — исп. Юрий Морев (1982)
- «В душе поёт пластинка…» (муз. Ю. Саульского) — из телеспектакля реж. В. Андреева «Повесть о молодых супругах» (1982)
- «Вальс Садового кольца» (муз. Е. Птичкина) — исп. Ирина Карелина
- «Вольная борьба» (муз. С. Таюшева) — исп. Евгений Фионов
- «Вот чудак» (муз. В. Хорощанского) — исп. ВИА «Акварели»
- «Встретиться необходимо» (муз. А. Чернышова)
- «Галина» (муз. Д. Тухманова) — исп. ВИА «Добры молодцы», Иосиф Кобзон
- «Да или нет» (муз. Ю. Саульского) — исп. ВИА «Добры молодцы», ВИА «33 1/3»
- «Два белых снега» (муз. Ю. Саульского) — исп. группа «Машина времени», Алексей Романов (группа СВ), ВИА «33 1/3»[14], Татьяна Рузавина и Сергей Таюшев
- «До чего шумит трава» (муз. Б. Емельянова) — исп. Ксения Георгиади
- «Дом» (муз. С. Таюшева) — исп. Сергей Таюшев
- «Говорила с реченькой» (муз. В. Пороцкого) — исп. вокальный ансамбль «Мелодия» (1995)
- «Друг друга найдем» (муз. С.Таюшева) — исп. Татьяна Рузавина и Сергей Таюшев
- «Жаль, что время ушло» (муз. М. Табачникова) — исп. Гелена Великанова
- «За рекою туман» (муз. Ю. Саульского) — исп. Валентина Толкунова, Екатерина Шаврина, Ольга Вардашева
- «Запомни» (муз. И. Якушенко) — исп. Жанна Рождественская
- «Звезда Ивана» (муз. С. Таюшева) — исп. Иосиф Кобзон
- «Куда бегут года» (муз. П. Аедоницкого) — исп. Валентина Толкунова
- «Колечко обручальное» (муз. Ю. Чичкова) — исп. Ирина Бржевская
- «Майский сад» (муз. Ю. Саульского) — исп. Татьяна Рузавина и Сергей Таюшев, Ксения Георгиади
- «Молитва» (муз. А. Чернышова) — исп. Максим Бысько и Александр Чернышов
- «Музыкальная душа» (муз. Я. Френкеля) — исп. Вадим Мулерман
- «Не забывай» (муз. Ю. Саульского) — исп. Ольга Пирагс, София Ротару, Роза Рымбаева, Лариса Долина
- «Не назову тебя красавицей» («Ты такая, как все…») (муз. Л. Афанасьева) — исп. Валентин Будилин, Юрий Гуляев
- «Не покидает нас весна» (муз. Ю. Саульского) — исп. ВИА «Пламя», Евгений Головин, Владимир Попков, Татьяна Рузавина и Сергей Таюшев, Иосиф Кобзон
- «Не убий» (муз. Ю.Саульский) — исп. Павел Смеян
- «Никогда» (муз. С. Таюшева) — исп. Татьяна Рузавина и Сергей Таюшев
- «Обида» (муз. Ю. Саульского) — исп. Татьяна Рузавина и Сергей Таюшев
- «Объявление» (муз. Ю. Саульского) — исп. ВИА «Пламя»
- «Ожидание» (муз. Ю. Саульского) — исп. Ксения Георгиади, София Ротару, Лев Лещенко
- «Океан» (муз. П. Аедоницкого) — исп. Эдуард Хиль
- «Осенняя мелодия» («Звенит высокая тоска…») (муз. Ю. Саульского) — в исп. Татьяны Рузавиной и Сергея Таюшева финалист Пени-81, София Ротару
- «Осторожно, листопад» (муз. Р. Майорова) — исп. Виль Окунь
- «Первый дождь» (муз. А. Зацепина) — исп. София Ротару
- «Песни рождаются сами» (муз. П. Аедоницкого) — исп. Юрий Гуляев, Нина Пантелеева, Сергей Яковенко
- «Песня о доме» (муз. Л. Лядовой) — исп. Эльмира Жерздева, Мовсар Минцаев, Иосиф Кобзон
- «Победа! Победа! Победа!» (муз. А. Чернышова)
- «Пойми меня» (муз. Ю. Саульского) — исп. Ольга Воронец
- «Пороша белая» (муз. М. Табачникова) — исп. Гелена Великанова, Галина Ненашева
- «Постой, погоди» (муз. Р. Майорова) — исп. ВК «Улыбка»
- «Потеряна собака» (муз. Ю. Саульского) — из телеспектакля реж. В. Андреева «Повесть о молодых супругах» (1982) — исп. Владимир Андреев
- «Почему?» (муз. Л. Гарина) — исп. Алла Пугачёва
- «Раз, два, три — хорошая погода» (Б. Емельянова) — исп. ВИА «Рапсодия»
- «Река моя» (муз. Ю.Саульского) — исп. Юрий Богатиков, Екатерина Шаврина
- «Слепой дождь» (муз. Ю. Саульского) — исп. ВИА «Пламя»
- «Сожалею» (муз. Ю. Саульского) — исп. Валерий Леонтьев, Татьяна Рузавина и Сергей Таюшев, Лариса Кандалова
- «Счастливая весна» (муз. Ю. Саульского) — исп. Татьяна Рузавина и Сергей Таюшев
- «Счастья тебе, Земля!» (муз. Ю. Саульского) — исп. Нагима Ескалиева, София Ротару, Лариса Долина, ансамбль «Новые Самоцветы»
- «Таёжная Москва» (муз. И. Катаева) — исп. Владимир Макаров
- «Там далеко-далёко» (муз. Л. Гарина) — исп. ВИА «Музыка»[15]
- «Твои слова» (муз. В. Хорощанского) — исп. Иосиф Кобзон
- «Тихая река» (муз. М. Табачникова) — исп. Ирина Бржевская
- «Три музыки» (муз. С. Таюшева) — исп. Сергей Таюшев, Владимир Малышков
- «Утро зовёт» (муз. (П. Аедоницкого)) — исп. Виктор Вуячич
- «Чёрный камень» (муз. В. Смыслова) — исп. Юрий Богатиков
- «Что-то должно случиться» (муз. Ю. Саульского) — исп. ВИА «Пламя»
- «Я без тебя — не я» (муз. Ю. Саульского) — исп. София Ротару, Лариса Долина, Ольга Кормухина, ВИА «Синяя птица», ВИА «33 1/3»